# Бредецел (Хунедоара)
Бредецел (рум. Brădățel) — село у повіті Хунедоара в Румунії. Входить до складу комуни Буржук.
Село розташоване на відстані 327 км на північний захід від Бухареста, 31 км на захід від Деви, 120 км на південний захід від Клуж-Напоки, 103 км на схід від Тімішоари.

## Населення
За даними перепису населення 2002 року у селі проживали 138 осіб, усі — румуни. Усі жителі села рідною мовою назвали румунську.